# V Republika Francuska
V Republika Francuska (fr. Cinquième République) – okres piątej konstytucji republikańskiej Francji, który rozpoczął się 5 października 1958. Piąta Republika jest bezpośrednią następczynią IV Republiki i zastępuje podzielony na frakcje parlamentarne rząd bardziej scentralizowaną demokracją.

## Rozwój
Impulsem do dokonania zmian była wojna algierska. Chociaż Francja zrezygnowała z wielu swoich kolonii, jak posiadłości w Afryce Zachodniej czy Azji Południowo-Wschodniej, ciągle utrzymywała status kolonialny w Algierii, w której mieszkała duża liczba Francuzów. Algieria uzyskała ostatecznie niepodległość 5 lipca 1962.
Generał Charles de Gaulle wykorzystał kryzys algierski jako okazję do utworzenia nowego rządu francuskiego z silniejszym urzędem prezydenta, który poprzednio pełnił jedynie funkcje reprezentacyjne. Francuscy prezydenci zyskali większą władzę niż większość ich europejskich odpowiedników w demokracjach parlamentarnych. 28 września 1958 miało miejsce referendum i 79,2% głosujących poparło projekt nowej konstytucji. Prezydent był poprzednio wybierany przez ciało elektorskie, ale w 1962 de Gaulle zaproponował, aby prezydent był wybierany przez obywateli w bezpośrednich wyborach. Chociaż metoda i intencje de Gaulle’a w tym referendum były kontestowane przez wiele ugrupowań politycznych, zmiana została przyjęta przez francuski elektorat. System ten daje prezydentowi republiki dostateczną legitymację, gdyż zwycięzca wyborów prezydenckich musi uzyskać większość bezwzględną głosów w pierwszej lub ostatecznie w drugiej turze głosowania. 
Do 2002 roku kadencja prezydenta Republiki trwała 7 lat, zaś począwszy od drugiej kadencji Jacques’a Chiraca (2002–2007) trwa 5 lat. Decyzja o skróceniu długości i zsynchronizowaniu kadencji prezydenta z kadencją parlamentu zapadła w drodze referendum przeprowadzonego 24 września 2000 (opowiedziało się za nią 73% głosujących).

## Prezydenci
Następcami de Gaulle’a na stanowisku prezydenta Francji byli:
1. Georges Pompidou (1969–1974),
2. Valéry Giscard d’Estaing (1974–1981),
3. François Mitterrand (1981–1995),
4. Jacques Chirac (1995–2007),
5. Nicolas Sarkozy (2007–2012),
6. François Hollande (2012–2017),
7. Emmanuel Macron (od 2017).